# Wuhan Greenland Center
Le Wuhan Greenland Center est un gratte-ciel de 97 étages situé à Wuhan en Chine. Il atteint une hauteur de 475,6 m en 2022.
Au 2 septembre 2020, la construction de la tour est en pause depuis plus d'un an, dans un premier temps pour des raisons de sécurité (la tour a vu sa hauteur finale diminuée de 37 mètres), puis pour des problèmes d'autorisations. L'achèvement des travaux a eu lieu au milieu de l'année 2022
C'est le plus haut gratte-ciel de Wuhan
Les architectes sont l'agence américaine Adrian Smith + Gordon Gill Architecture LLP, spécialisée dans les immeubles de très grande hauteur et l'agence chinoise East China Architectural Design & Research Institute Co. Ltd.

## Chronologie de la construction
- Le 8 décembre 2010, une cérémonie officielle marque le début de la construction.
- Le 1er juillet 2011, la construction commence.
- Le 28 juin 2012, la construction de la structure de renforcement souterraine débute.
- Le 12 septembre 2012, les fondations commencent à être creusées.
- Le 26 juin 2013, les fondations sont terminées.
- Le 4 janvier 2014, les premières poutres en acier sont installées.
- Le 28 juillet 2014, le sous-sol est terminé et la construction au-dessus du sol débute.
- Le 30 décembre 2015, l'immeuble atteint 200 mètres de hauteur.
- En avril 2016 sont posés les premiers panneaux de verre qui constituent le revêtement de la façade.
- En juin 2016, la tour dépasse les 300 mètres.
- Le 10 janvier 2017, la tour atteint les 405 mètres.
- 2022, la tour est achevée